# =Love
=Love (イコールラブIkōrurabu, pronunciado como "Equal Love", estilizado como =LOVE ) es un grupo ídolo japonés compuesto por actrices de doblaje de la Academia de Animación Yoyogi, es el primero de 3 grupos de la familia "Equal". El grupo es producido por la exmiembro de AKB48 y HKT48, Rino Sashihara, se compone de 12 miembros y su discográfica es Sacra Music que es una subsidiaria de Sony Music Japan.

## Historia

### 2017
El 28 de enero de 2017, Rino Sashihara anunció durante una conferencia de prensa que planea crear un grupo ídolo con actrices de voz de la Academia de Animación Yoyogi con el objetivo de "superar a Yasushi Akimoto ", el creador de grupos ídolos establecidos como AKB48 y Nogizaka46. Las audiciones para el grupo comenzaron dos días después. El 29 de abril de 2017, se anunció que trece personas pasaron las audiciones y el grupo se llamaría "=Love". Un miembro, Mai Chōnan, se retiró después del anuncio, lo que dejó el número final de miembros en 12.
La primera presentación en vivo del grupo se realizó en el Tokyo Idol Festival de 2017, un lugar que continúan visitando año a año. Durante su actuación, =Love debutó con su primer sencillo homónimo, "=Love". El sencillo fue lanzado el 6 de septiembre de 2017, donde alcanzó el puesto 8 en la lista de sencillos de Oricon y el 14 en el Billboard Japan Hot 100.
El 6 de diciembre de 2017, lanzaron su segundo sencillo, "Bokura no Seifuku Christmas".

### 2018
Entre el 15 y el 18 de febrero de 2018, =Love apareció en su primera obra de teatro, un musical en 2.5D basado en la franquicia de medios Kemono Friends. También realizaron sus primeras presentaciones en Taiwán, primero el 18 de marzo en el Megaport Music Festival en Kaohsiung,  luego un solo en vivo el 25 de marzo en el Syntrend Creative Park en Taipéi. También actuaron en la Japan Expo en París el 6 de julio.
El 16 de mayo, lanzaron su tercer sencillo, "Teokure Caution".
El 2 de agosto, se anunció que la integrante Maika Sasaki se tomaría un descanso de las actividades grupales. Por lo tanto, ella no participaría en el próximo cuarto sencillo.
El 17 de octubre lanzaron su cuarto sencillo, "Want you! ¡Te quiero!".
El 9 de diciembre, Maika Sasaki reanudó las actividades del grupo después de cuatro meses de pausa.

### 2019
El 24 de febrero de 2019, Sashihara Rino presentó el grupo primer grupo hermana de =Love, llamado ≠Me (pronunciado "Not Equal ME", estilizado como ≠ME). El grupo hermano también tiene doce miembros perteneciente a la Academia de Animación Yoyogi y es producido por Sashihara. Los dos grupos actuaron juntos en el Tokyo Idol Festival 2019, donde ≠Me presentó su propio sencillo debut homónimo.
El 24 de abril de 2019, lanzaron su quinto sencillo, "Sagase Diamond Lily".
El 19 de agosto de 2019, se anunció que el centro del grupo, Hitomi Takamatsu, estaría en pausa debido a problemas de salud y no participaría en el sexto sencillo.

### 2020
El 15 de abril de 2020, se lanzó una canción especial entre los 2 grupos, "Tsugi ni Aeta Toki Nani wo Hanasou Ka na", de =Love y ≠Me. Esta fue la primera aparición de Hitomi Takamatsu desde su pausa.
Lanzaron su séptimo sencillo, "Cameo", el 29 de abril de 2020, con formación de doble centro, cumpliendo con el rol las miembros: Emiri Ōtani y Nagisa Saito.
El 6 de septiembre durante su "CONCIERTO PREMIUM 3RD ANNIVERSARY", Hitomi Takamatsu reanuda oficialmente sus actividades con el grupo.
En noviembre de 2020, lanzaron su octavo sencillo, "Seishun Subliminal". Este es el primer sencillo de Hitomi Takamatsu después de su pausa y el último de Nonno Satake.

### 2021
El 1 de febrero de 2021, se anunció que Nonno Satake se graduará del grupo. Su concierto de graduación fue el 6 de marzo.
El primer álbum del grupo, "Zenbu, Naisho.", fue lanzado el 12 de mayo de 2021.
Lanzaron su noveno sencillo, "Weekend Citron", el 25 de agosto. Actuaron en Music Station por primera vez el 17 de septiembre.
Lanzaron su décimo sencillo, "The 5th", el 15 de diciembre.

### 2022
El 29 de marzo de 2022, el segundo grupo hermano de =Love es revelado llamándose, ≒JOY  (pronunciado como "Nearly Equal Joy, estilizado como ≒JOY"). Al igual que con ≠Me, este grupo inicialmente tenía 12 miembros. Sin embargo, el exmiembro de Last Idol, Ozawa Aimi, fue anunciado como el miembro número 13 del grupo el 28 de junio de 2022.
Lanzaron su undécimo sencillo, "Ano ko Complex", el 25 de mayo.

## Miembros
El grupo desde su fundación ha tenido 12 miembros, de las cuales 10 se mantienen activas con el grupo.

### Miembros activas
- Emiri Ōtani (大谷映美里)

- Hana Ōba (大場花菜)

- Risa Otoshima (音嶋莉沙)

- Kiara Saitō (齋藤樹愛羅)

- Maika Sasaki (佐々木舞香)

- Hitomi Takamatsu (髙松瞳) (Ocupa el puesto de Centro)

- Shōko Takiwaki (瀧脇笙古)

- Iori Noguchi (野口衣織)

- Sana Morohashi (諸橋沙夏)

- Anna Yamamoto (山本杏奈) (Líder del grupo)

### Miembros Graduadas
- Nonno Satake (佐竹のん乃) Concierto de graduación el 3 de marzo de 2022[15]
- Nagisa Saitō (齊藤なぎさ) Concierto de graduación el 13 de enero de 2023[23]

## Discografía

### Álbumes de estudio
| Título                        | Detalles                                                                | Notas |
| ----------------------------- | ----------------------------------------------------------------------- | ----- |
| Zenbu, Naisho. (全部、内緒。) | - Lanzado: 12 de mayo de 2021 - Discográfica: Sacra Music - CD + BluRay |       |

### Sencillos
| Título                                               | Año  | Álbum en que se incluye       |
| ---------------------------------------------------- | ---- | ----------------------------- |
| "＝Love"                                             | 2017 | Zenbu, Naisho. (全部、内緒。) |
| "Bokura no Seifuku Christmas" (僕らの制服クリスマス) | 2017 | Zenbu, Naisho. (全部、内緒。) |
| "Teokure Caution" (手遅れcaution)                    | 2018 | Zenbu, Naisho. (全部、内緒。) |
| "Want you! Want you!"                                | 2018 | Zenbu, Naisho. (全部、内緒。) |
| "Sagase Diamond Lily" (探せ ダイヤモンドリリー)      | 2019 | Zenbu, Naisho. (全部、内緒。) |
| "Zurui yo Zurui ne" (ズルいよ ズルいね)              | 2019 | Zenbu, Naisho. (全部、内緒。) |
| "Cameo"                                              | 2020 | Zenbu, Naisho. (全部、内緒。) |
| "Seishun "Subliminal"" (青春“サブリミナル”)          | 2020 | Zenbu, Naisho. (全部、内緒。) |
| "Weekend Citron" (ウィークエンドシトロン)            | 2021 | Álbum no asignado             |
| "The 5th"                                            | 2021 | Álbum no asignado             |
| "Ano ko Complex" (あの子コンプレックス)              | 2022 | Álbum no asignado             |
| "Be Selfish"                                         | 2022 | Álbum no asignado             |